# First and Last and Always
| Recensione   | Giudizio |
| ------------ | -------- |
| AllMusic     | [ 2 ]    |
| Classic Rock | [ 3 ]    |
| Q            | buono    |

First and Last and Always è il primo album in studio del gruppo musicale britannico The Sisters of Mercy, pubblicato l'11 marzo 1985 dalla Merciful Release.

## Tracce
Testi di Eldritch, eccetto ove indicato.
Lato 1
1. Black Planet - 4:27 (musica: Hussey)
2. Walk Away - 3:20 (musica: Hussey)
3. No Time to Cry - 3:54 (musica: Marx, Adams, Hussey)
4. A Rock and a Hard Place - 3:36 (musica: Hussey)
5. Marian (Version) - 5:37 (musica: Hussey)

Lato 2
1. First and Last and Always - 3:58 (musica: Marx)
2. Possession - 4:36 (musica: Hussey, Adams, Eldritch)
3. Nine While Nine - 4:07 (musica: Marx)
4. Amphetamine Logic - 4:46 (musica: Marx)
5. Some Kind of Stranger - 7:16 (musica: Marx)

Tracce bonus ristampa CD 2006
1. Poison Door - 3:41 (testo e musica: Marx)
2. On the Wire - 4:21 (musica: Eldritch)
3. Blood Money - 3:13 (musica: Hussey)
4. Bury Me Deep - 4:44 (musica: Eldritch)
5. Long Train - 7:30 (musica: Eldritch)
6. Some Kind of Stranger (Early) - 8:38 (musica: Marx)

## Formazione
- Andrew Eldritch - voce
- Wayne Hussey - chitarra
- Gary Marx - chitarra
- Craig Adams –  basso
- Doktor Avalanche (drum machine) - batteria